# Kaarlo Tuominen
Kaarlo Tuominen   (Somero, 9 de febrer de 1908 - Lieto, 20 d'octubre de 2006) va ser un atleta finlandès, especialista en curses de mig fons, que va competir durant les dècades de 1930 i 1940.
El 1936 va prendre part en els Jocs Olímpics d'Estiu de Berlín, on va guanyar la medalla de plata en els 3.000 metres obstacles del programa d'atletisme, rere el seu compatriota Volmari Iso-Hollo. A nivell nacional guanyà el campionat finlandès dels 3.000 metres obstacles de 1937 i aconseguí nombroses medalles durant les dècades de 1930 i 1940.
En el moment de morir, el 2006, era el medallista finlandès més vell.

## Millors marques
- 1.500 metres. 3' 58.1" (1931)
- 3.000 metres obstacles. 9' 06.8" (1936)[4]